# Otto-Moericke-Turm
Der nach dem ehemaligen Konstanzer Bürgermeister Otto Moericke benannte Otto-Moericke-Turm im Konstanzer Stadtteil Allmannsdorf ist ein ehemaliger Wasserturm. Er steht westlich rund 200 Meter vom Bodensee-Ufer an der höchsten Stelle des Orts auf der Allmannshöhe (458 m). Das weiße, zylindrische Bauwerk bildet eine markante, von weiten Bereichen des Bodensees aus sichtbare Landmarke; es diente von Anfang an auch als Jugendherberge.

## Bauwerk
Der 1929 erbaute, 40 Meter hohe Wasserturm wurde als Stahlbeton-Skelettbau an Stelle eines hölzernen Aussichtsturms errichtet. Über dem Erdgeschoss befinden sich sieben gleichartige Wohngeschosse, in denen die Jugendherbergsräume untergebracht sind. Jedes der Geschosse hat eine umlaufende Reihe schlichter Fenster. Darüber liegt der 300 m³ fassende Wasserbehälter. Dieser Bereich ist äußerlich daran zu erkennen, dass er nur wenige sehr kleine Fenster aufweist. Am Behälter vorbei führt ein seitlich an das Behältergeschoss angebauter Treppenerker. Dessen großzügige Verglasung bietet schon beim Aufstieg einen weiten Blick auf die Umgebung. Oben befindet sich – etwas eingerückt – ein polygonaler Dachaufbau. Er ist rundum mit Fenstern versehen und dient als Aussichtskanzel. Der Turm wurde vom Konstanzer Baumeister Paul Jordan (1876–1966) wesentlich gestaltet. Ein eingeschossiger Flachbau war als Tagesraum und Küche angebaut.

## Geschichtliches zur Wasserversorgung von Konstanz

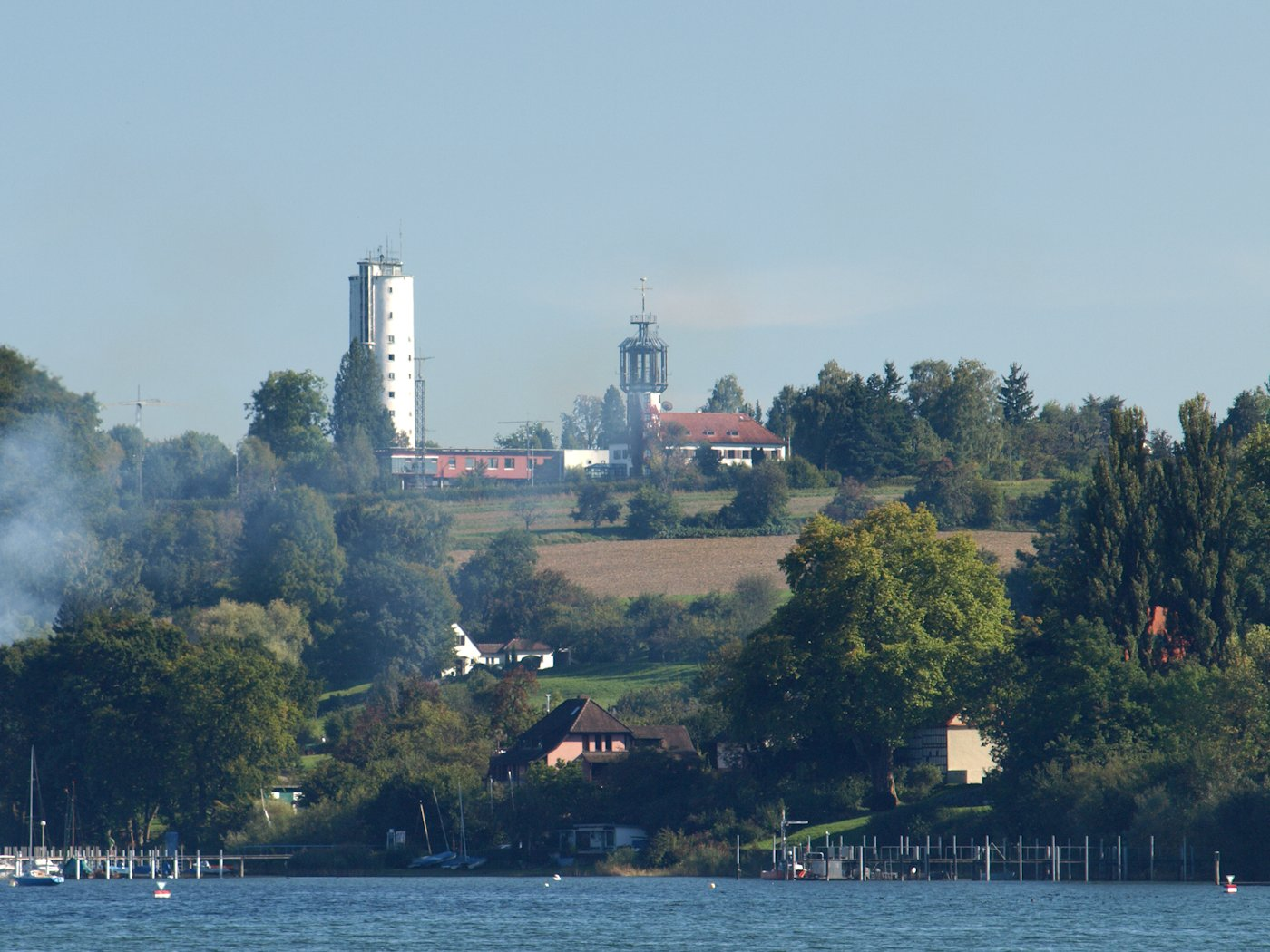
Lage auf der Allmannshöhe

Obwohl die Stadt direkt am Bodensee liegt, erhielt sie ihr Trinkwasser seit dem Mittelalter nicht aus dem See, sondern über Wasserleitungen aus entfernten Quellen. Eine Leitung kam aus dem schweizerischen Rickenbach und war seit 1436 mehrere Jahrhunderte in Betrieb. Im Jahr 1873 wurde eine Wasserleitung nach Wollmatingen gebaut. Auch auf dem Stadtacker wurden Grundwasserquellen angebohrt. Die Vorräte waren aber bald erschöpft, sodass man über ein Seewasserwerk nachdachte. Das Seewasser galt zunächst als hygienisch bedenklich, erst als Schweizer Bodenseestädte hygienisch akzeptable Seewasserwerke eingerichtet hatten, änderte man die Meinung.
Im März 1905 ging das erste Seewasserwerk für Konstanz in Betrieb. Es lag in der damals noch selbstständigen Gemeinde Allmannsdorf. Schon 1925 wurde das Werk grundlegend erneuert. Es erhielt elektrische Pumpen und einen 1200 m³ fassenden Hochbehälter.
Der Wasserdruck reichte allerdings für höher gelegene neu eingemeindete Stadtteile bald nicht mehr aus. Nach kontroversen Diskussionen entschloss man sich zum Bau eines Wasserturms auf der Allmannshöhe, in dem zusätzlich eine Jugendherberge untergebracht werden sollte. 1929 konnte der Wasserturm in Betrieb gehen, drei Jahre später wurde die Jugendherberge eröffnet. Im Zweiten Weltkrieg diente das Bauwerk als Luftschutzbunker und Fernmeldeturm, blieb aber unbeschädigt.
Nach dem Krieg investierte die Stadt weiter in die Wasserversorgung, indem sie weitere Hochbehälter baute. Der Wasserturm verlor 1990 seine technische Funktion und dient seitdem nur noch als Jugendherberge. Im Jahre 2000 wurde die Jugendherberge nach einem Umbau und dem Anbau eines zweiflügligen, modernen Gebäudes wieder eröffnet. In 44 Zimmern stehen zusammen 177 Betten zur Verfügung, vorwiegend in Vierbettzimmer, die alle mit Dusche und WC ausgestattet sind. 20 Zimmer davon befinden sich im Turm.